# Аарон Лінкс
Аарон Лінкс (англ. Aaron Links, нар. 13 січня 1981) — професійний американський бодібілдер.

## Біографія
Бодібілдингом почав займатися, після того як підлітком програв своїй матері в змаганнях з армрестлінгу. 19 липня 2000 у віці 19 років він виграв свої перші титули в бодібілдингу в змаганнях серед юніорів і початківців, які проходили в його рідному місті Альбукерке. Згодом почав виступати у Junior Division Champion. У 2002 році у віці 21 року брав участь у Southwest Classic, де посів друге місце. 15 листопада 2003 виграв Junior Division National Champion, який проходив у місті Бостон, Массачусетс.
В травні 2007 року закінчив Університет Нью-Мексико зі ступенем бакалавра гуманітарних наук в галузі журналістики та масових комунікацій. Після цього Аарон зробив заяву, у якій зазначив що неодмінно продовжить змагатися у бодібілдингу, але точної дати не назвав.

## Виступи
- Southwest Classic Regional Bodybuilding Competition
- Junior Division National Championships